# Ветеринар
Ветеринар или доктор ветеринарске медицине (скраћено др вет. мед.) је стручњак из подручја биомедицинских наука. Ветеринарска медицина се студира 6 година на ветеринарском факултету, након којих је ветеринар припремљен за:
- Рад у примарној ветеринарској средини,
- Решавање проблематике ветеринарског јавног здравства,
- Заштиту човекове околине,
- Теренску, клиничку и лабораторијску дијагностику,
- Превентивно сузбијање заразних болести и зооноза,
- Пројектовање и учествовање у изради програма за развијање и унапређивање делатности сточарске производње животињских намирница и животињских производа,
- Развијање свих облика заштите животиња и околине,
- Неговање етике хуманог односа према животињама.

Управо су ветеринари при раду у лабораторији први изоловали онковирус, салмонелу, бруцелу и друге патогене. Такође су помогли у борби против маларије, жуте грознице и ботулизма, произвели су антикоагуланс за лечење болести срца код људи, те су дефинисали и разрадели неке хируршке технике за људе.
Усред људске експанзије у савременом добу, уз посредну заштиту људи и непосреду заштиту животиња обавља још један задатак, а то је производња што квалитетнијих намирница животињског порекла посредно и непосредно, кроз биотехнолошке поступке и инспекцијски надзор.
Попут свих лекара, ветеринари доносе етички суд. У свету се воде расправе колико су етички исправни поступци као што су вађење канџи мачкама и резање (купирање) ушију и репова псима. У неким земљама ти поступци су незаконити.